# Улица Гоголя (Новосибирск)
Улица Го́голя — улица в Центральном и Дзержинском районах Новосибирска.
Первая часть улицы начинается от перекрёстка с улицами Советской и Челюскинцев. Пересекает (с запада на восток) Красный проспект, улицы Мичурина, Каменскую, Семьи Шамшиных, Ольги Жилиной, Ипподромскую, затем образует перекрёсток вместе с улицами Селезнёва и Кошурникова; далее прерывается парком Берёзовая роща.
Вторая часть улицы ответвляется от проспекта Дзержинского, после чего идёт параллельно ему, пересекает улицы Красина, Королёва, Комбинатскую и заканчивается, соединяясь с Трикотажной улицей. К участку улицы Гоголя от проспекта Дзержинского до Трикотажной улицы примыкает ряд небольших улиц.
Нумерация зданий увеличивается с запада на восток. Северная сторона улицы нечётная, южная сторона — чётная.

## История
Улица была безымянной до 1908 года, в этом году она была названа именем Гоголя, вместе с ней в 1908 году название получили и другие безымянные улицы города, из 37 улиц 21 улица была названа в честь писателей и одна — в честь художника.
Активная застройка улицы началась ещё до Первой мировой войны. Первый значимый объект, появившийся на улице — открытое в 1911 году Новое городское кладбище (сейчас на его месте парк «Берёзовая роща»).
В 1912 году на улице открылся ипподром, в начале 1960-х годов его перенесли на левый берег Новосибирска.
В 1915 году на углу Николаевского проспекта и улицы Гоголя начинается постройка Дома Инвалидов. Строительство здания было завершено только в 1925 году.
В 1942 году на улице появился зоопарк. Официальное открытие состоялось 29 августа 1947 года. Это был первый зоопарк в азиатской части России. В 2000 году он переехал в Заельцовский район города.
В 1990-е годы улицу закрывали для проезда транспорта из-за строительства новых станций метро. Станцию «Маршала Покрышкина» открыли только в 2000 году, а станцию «Берёзовая роща» — в 2005 году.

## Архитектура
- Дом офицеров — историческое здание, построенное в 1925 году. Расположено на углу Красного проспекта и улицы Гоголя. Памятник истории регионального значения.

- Дом офицеров
- Дворец бракосочетания

## Торговые объекты
Два квартала, расположенные с разных сторон улицы, полностью образованы торговыми объектами: ТРЦ «Галерея Новосибирск» и ТЦ «Юпитер» занимают квартал с северной нечётной стороны улицы и торговые павильоны Центрального рынка занимают целый квартал с южной уличной стороны. Кроме того, в жилом квартале на углу улиц Гоголя и Мичурина (к западу от Центрального рынка) располагается ТЦ «Центральный».

## Организации
- Военно-мемориальная компания
- Западно-Сибирский Окружной Военный суд
- Новосибирский гарнизонный Военный суд

## Транспорт
Наземный транспорт

На улице Гоголя расположены семь остановок, обслуживаемых автобусами, троллейбусами и маршрутными такси:
- Метро Красный проспект
- Магазин Синтетика
- Центральный рынок (ул. Гоголя)
- Метро Маршала Покрышкина
- Ипподромская (ул. Гоголя)Вход на станцию метро «Маршала Покрышкина»
- ДК Строитель

Метрополитен

Вдоль улицы расположены три станции метро:
- Красный проспект
- Сибирская
- Маршала Покрышкина

## Известные жители
- Илья Михайлович Лавров
- Кондратий Никифирович Урманов